# Église évangélique slovaque et maison paroissiale à Bački Petrovac
L'église évangélique slovaque et maison paroissiale à Bački Petrovac (en serbe cyrillique : Словачка евангелистичка црква и парохијски дом у Бачком Петровцу ; en serbe latin : Slovačka evangelistička crkva i parohijski dom u Bačkom Petrovcu) sont une église et une maison paroissiale évangéliques slovaques situées à Bački Petrovac, dans la province de Voïvodine et dans le district de Bačka méridionale en Serbie. Elles sont inscrites sur la liste des monuments culturels de grande importance de la république de Serbie (identifiant no SK 1128).

## Présentation

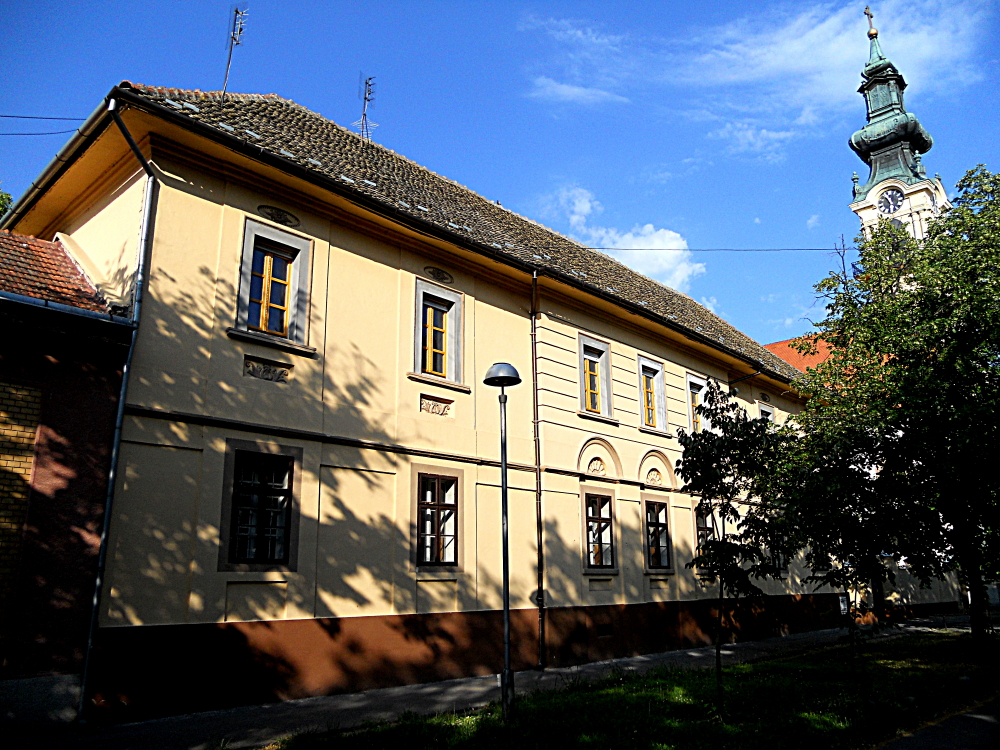
La maison paroissiale et le clocher de l'église

L'église, dédiée à la sainte Trinité, a été construite dans un style néo-classique avec des éléments néo-gothiques. Elle est constituée d'une nef unique prolongée par une abside demi-circulaire ; la façade occidentale est dominée par un clocher. La nef est divisée en plusieurs travées, une large et deux autres plus étroites, surmontées de galeries. La façade occidentale est ornée de deux rangées de fenêtres soutenues par des architraves et qui se terminent en demi-cintre avec des motifs floraux géométrisés ; les trois entrées de l'édifice sont couronnées par des frontons. Les frontons des entrées latérales abritent des inscriptions latines indiquant que l'église a été construite en 1783 puis agrandie et rénovée en 1822. L'entrée principale, monumentale, est ornée de pilastres. Une corniche profilée court en-dessous du toit.
À l'intérieur, le peintre slovaque Karol Miloslav Lehotský a peint une représentation de La Cène qui se trouve sur le maître-autel.
À proximité immédiate de l'église se trouve la maison paroissiale constituée d'un rez-de-chaussée et d'un étage. Ce bâtiment possède deux rangées de fenêtres surmontées de motifs floraux et géométriques. Un cordon mouluré sépare le rez-de-chaussée et l'étage. Trois archivoltes en fer forgé participent à la décoration de la maison.